# Ed egli maledisse lo scandalo
Ed egli maledisse lo scandalo è un romanzo di fantascienza di Mack Reynolds. Questo titolo fu pubblicato per la prima volta negli Stati Uniti sulla rivista di fantascienza Worlds of Tomorrow in due puntate (sui numeri di luglio/agosto e settembre/ottobre 1965) ed uscì in forma definitiva in volume (con il titolo Of Godlike Power) solo nel 1966. Per questo motivo alcune bibliografie di Reynolds indicano, correttamente, come data di uscita del romanzo l'anno 1966, mentre, se si fa riferimento al copyright del lavoro, si consideri che questo è datato 1965.
Il romanzo è uscito in Italia il 18 dicembre 1966 nella collana Urania ed è stato ristampato nel dicembre 1982 nella collana Urania Classici.

## Trama
Alla fine del secondo millennio, negli Stati Uniti del Benessere la società occidentale non è molto diversa da quella degli anni sessanta, salvo che i consumi sono aumentati, la gente lavora sempre di meno e il settore dell'intrattenimento è diventato una vera e propria industria.
Edward Wonder - detto Piccolo Ed - è un piccolo arrivista che non riesce veramente a sfondare. Al momento, si contenta di condurre un programma radiofonico sui fenomeni paranormali, che lo mette in contatto con parecchi personaggi - più o meno genuini - i quali sostengono o millantano di possedere doti soprannaturali.
Per questa sua "esperienza sul campo", viene inviato da Jensen Fontaine, il patròn dell'emittente radiofonica per cui lavora, ad ascoltare il sermone di uno scalcinato e mite profeta, Ezechiele Giosuè Tubber, che fustiga la mondanità e preconizza la via di Elisio: cioè una comunità senza scopo di lucro, una società che si basa sul contributo spassionato di ciascuno. Figurarsi come può apparire questo messaggio ai personaggi che sponsorizzano Wonder, e che si riuniscono in un circolo reazionario ed anticomunista. Ma ciò che più colpisce Piccolo Ed è che, quando Tubber viene provocato dall'uditorio, si gonfia di sacro furore e, passando al tu biblico, lancia un anatema sulla testa delle donne: "In verità io dico che tu non proverai più piacere nel dipingerti il volto e nell'addobbarti con abiti ricercati!"
Detto, fatto! Il giorno seguente, in tutto il globo, nessuna donna è in grado di truccarsi o vestirsi con qualcosa di più elaborato di un semplice abitino di cotone. Il fenomeno è di tale portata che Ed Wonder decide di invitare il profeta nella sua trasmissione, per parlare dell'accaduto. Ma Joshua Tubber risulta inconsapevole del suo potere, come se avesse agito nel contesto di uno stato di coscienza alterato. Anzi, più Wonder insiste sulla maledizione, e più Tubber si adombra, fino a rigonfiarsi nuovamente di ira e a lanciare un nuovo anatema, questa volta sulla stessa radio e sulla televisione. Seguiranno a ruota altre maledizioni: Ezechiele Giosuè Tubber, divenuto ora consapevole del suo potere, si scatena, snocciolando un anatema dietro l'altro: sul cinema, sui libri futili, sui juke-box, persino sui parchimetri (scomparirà la fessura per i soldi).
La gente impazzisce: in assenza dei suoi svaghi preferiti non sa come passare il tempo. Una speciale commissione governativa individua in Ed Wonder un personaggio chiave rispetto agli stravolgimenti che stanno accadendo, e lo recluta. Frattanto è trapelata la notizia che il bislacco profeta è all'origine della penuria di divertimenti, e la massa inferocita tenta di linciare Tubber e sua figlia. Sarà proprio Ed Wonder a sottrarli al martirio ed a persuadere l'anziano predicatore a ritirare i suoi anatemi, facendo leva sulla necessità del libero arbitrio.

## Critica
Questo fantasioso ma acuto romanzo rispecchia i temi riformisti e socio-economici tipici della produzione fantastica di Mack Reynolds.
Le idee socialiste, che ispirarono ampia parte dei suoi racconti, trovano qui una espressione diretta attraverso le parole del profeta, che evidenzia le contraddizioni della società occidentale ed in particolare l'inutile sperpero delle risorse e la vacuità dei passatempi senza costrutto. «Arrivare a sera! Ammazzare il tempo!» - tuona Tubber - «Non è un delitto, caro fratello. È suicidio!».
L'utopia socialista è chiaramente visibile nella via di Elisio (che peraltro vanta, tra gli adepti, premi Nobel ed esperti mondiali); tuttavia questa meta, sembra dire Reynolds, non può essere imposta ma dev'essere deliberatamente scelta.
Profetico per alcuni versi, fuori strada per altri (p.es. non intuisce la globalizzazione e resta ancorato alla concezione dei blocchi), il romanzo tratteggia comunque un quadro abbastanza preciso della società occidentale contemporanea (la società del futuro degli anni sessanta). Il conformismo, il consumismo, il boom degli acquisti a rate, la mancanza di valori, il ruolo della televisione («...il grande oppio pacificatore per l'uomo della strada») sono elementi scorti in nuce dall'autore e proiettati con spietatezza verso il futuro.
Le note di mitologia e di storia delle religioni arricchiscono il testo, il cui significato resta comunque da ricercarsi nei temi più propriamente socio-economici.

## Edizioni
- Mack Reynolds, Of Godlike Power, Galaxy Publishing Corporation, 1965.
- Mack Reynolds, Ed egli maledisse lo scandalo, traduzione di Antonangelo Pinna, collana Urania n° 451, Arnoldo Mondadori Editore, 1966,  p. 187.
- Mack Reynolds, Ed egli maledisse lo scandalo, traduzione di Antonangelo Pinna, collana Urania n° 698, Arnoldo Mondadori Editore, 1976,  p. 175.
- Mack Reynolds, Ed egli maledisse lo scandalo, traduzione di Antonangelo Pinna, collana Urania Classici n° 69, Arnoldo Mondadori Editore, 1982,  p. 236.
- Mack Reynolds, Ed egli maledisse lo scandalo, traduzione di Antonangelo Pinna, collana Urania Collezione n° 36, Arnoldo Mondadori Editore, 2006,  p. 274.